# 太钟洙
太鐘洙，又譯太鐘守或太宗秀（1936年3月20日—），北韓政治家，官至朝鮮勞動黨總務部長、中央政治局候補委員以及國務委員會委員 。

## 生平
太鐘洙出生於朝鮮半島咸镜北道明川郡，大學畢業後成為機械技師。隨後，他又加入朝鮮勞動黨和北韓政府，先後擔任黨中央委員會指導員、道黨委書記，機械工廠廠長，船舶工業部部長。2008年，他被任命為咸鏡南道黨委責任書記。2010年，他被選為黨總務部長及中央政治局候補委員。2018年4月，獲補選為國務委員會委員。

## 資料來源
1. ↑  "金正恩要求全国派出所所长“查处所有敌对分子”" 《Daily NK》 2012 11 26
2. ↑  "朝鲜举行第十三届最高人民会议第六次会议"《朝鮮中央通訊社》 2018-04-12